# Джипсин

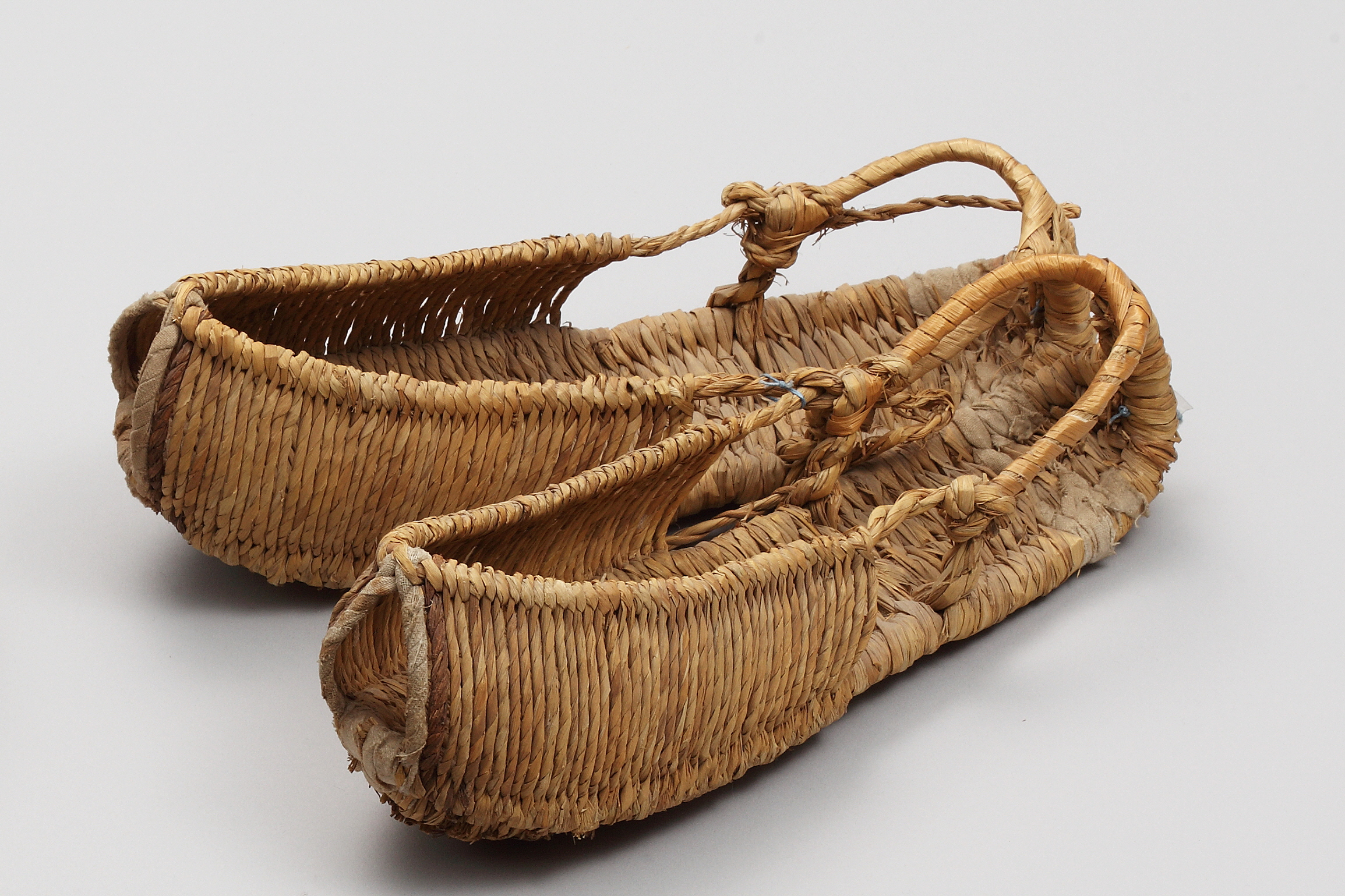
Старинные джипсины

Джипсин́, чжипсин, чипсин (кор. 짚신), также нонхари — традиционные корейские сандалии, плетённые из соломы. Корейцы носили плетёную обувь с древних времён. Джипсин относятся к категории «ли» (кор. 이; 履) — невысокой обуви. Обувь плели из разнообразных материалов: рисовой соломы, конопли и коры деревьев. Конкретное название обуви может варьироваться в зависимости от используемых материалов, например: самсин, вангольсин, чонголь джисин и пудыльсин. Конопляные сандалии назывались митхури́ (кор. 미투리).

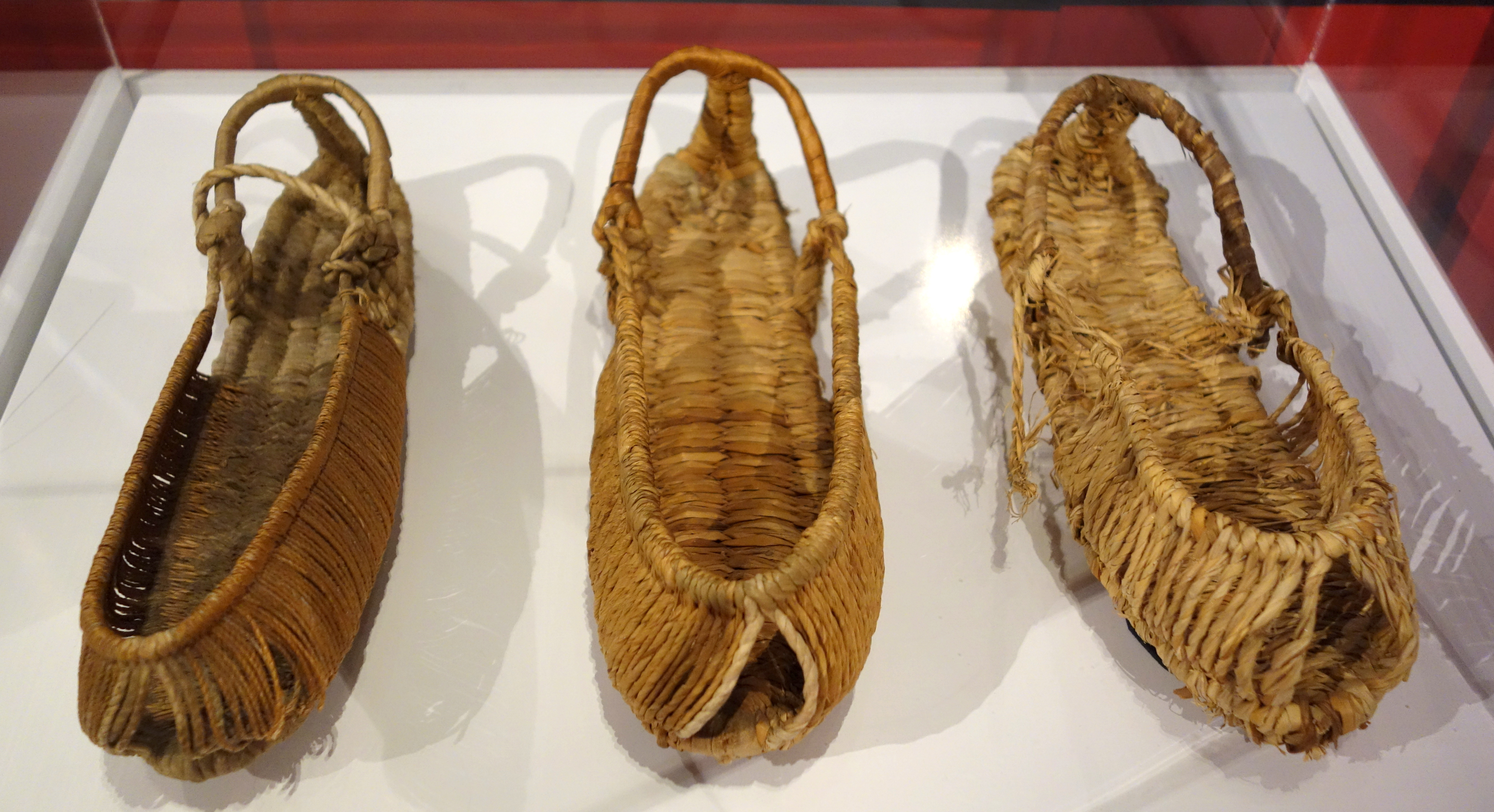
Разновидности корейской плетёной обуви: джипсины (соломенные) и самсины (конопляные)

В современном виде джипсины оформились в период Чосон. В это время джипсины носили простолюдины, например, крестьяне, в качестве рабочей обуви. Плетёная обувь была распространена в большей степени на Юге, а на Севере предпочитали носить кожаные поршни.